# Вудвил (Флорида)
Вудвил (енгл. Woodville) насељено је место без административног статуса у америчкој савезној држави Флорида.

## Демографија
По попису из 2010. године број становника је 2.978, што је 28 (-0,9%) становника мање него 2000. године.
| Група             | 2000.         | 2010.         |
| Белци             | 2.351 (78,2%) | 2.198 (73,8%) |
| Афроамериканци    | 550 (18,3%)   | 587 (19,7%)   |
| Азијати           | 4 (0,1%)      | 11 (0,4%)     |
| Хиспаноамериканци | 60 (2,0%)     | 97 (3,3%)     |
| Укупно            | 3.006         | 2.978         |